# Tergit
Tergit este o comună din Regiunea Adrar, Mauritania.